# Berres (La Estrada)
Berres es una parroquia en el nordeste del término municipal de La Estrada, provincia de Pontevedra, comunidad autónoma de Galicia, en España

## Contexto geográfico
Limita con las parroquias de Riobó, Santo Tomás de Ancorados, Arnois, Riveira y Moreira.

## Demografía
En 1842 tenía una población de hecho de 549 personas. En los veinte años que van de 1986 a 2006 la población pasó de 597 a 462 personas, lo cual significó una pérdida del 22,61%.

### Vilancosta
Lugar ubicado en esta parroquia, dentro del municipio de La Estrada, Pontevedra. Debe su nombre a un casal o pequeño pazo ubicado allí desde al menos el siglo XVI, conocido por ser la casa natal y lugar donde vivió y murió el escritor Marcial Valladares Núñez. La edificación actualmente existente, y en la que habitó Valladares, proviene del año 1751.
- Datos: Q3397059
- Multimedia: Berres, A Estrada / Q3397059